# Lizard (album)
| Recensione | Giudizio |
| ---------- | -------- |
| AllMusic   |          |
| Ondarock   | 8.5/10   |

Lizard è il terzo album in studio del gruppo musicale britannico King Crimson, pubblicato il 10 dicembre 1970 dalla Island Records.

## Antefatti
Lizard fu il secondo album, dopo In the Wake of Poseidon, che il gruppo incise con una line-up di transizione, che non ebbe il tempo di esibirsi dal vivo. È l'unico a figurare la presenza del batterista Andy McCulloch, nonché di Gordon Haskell nella doppia veste di bassista e cantante. Entrambi lasciarono il gruppo poco dopo aver ultimato le registrazioni dell'album.
McCulloch aveva precedentemente militato in una band di Bournemouth, The Shy Limbs, di cui aveva fatto parte anche Greg Lake, a sua volta poi entrato nei King Crimson; a questi ultimi poi il batterista fu di fatto raccomandato da Keith Emerson. Haskell era un compagno di classe di Fripp alla Queen Elizabeth School di Wimborne, nel Dorset; con lui aveva suonato poi in una band locale chiamata The League of Gentlemen (sigla più tardi recuperata dallo stesso Fripp per l'omonimo progetto del 1980) e aveva eseguito le linee vocali del brano Cadence and Cascade sull'album In the Wake of Poseidon. Fripp lo persuase a partecipare al nuovo album vincendo la sua iniziale riluttanza. L'ufficialità del suo ruolo era destinata, anche per questo, a divenire oggetto di controversia fra i due per molti anni a seguire.
A un altro musicista di In The Wake of Poseidon, il fiatista Mel Collins, fu offerto di entrare in pianta stabile; così come al nuovo arrivato McCulloch.
Il quartetto di base, più Pete Sinfield nella consueta veste di paroliere e co-produttore artistico, venne poi affiancato da ospiti come il noto pianista jazz Keith Tippett, anche lui già apparso su In The Wake Of Poseidon, il cantante degli Yes Jon Anderson e i fiatisti Robin Miller, Mark Charig e Nick Evans.

## Descrizione
Lizard è forse l'album dei King Crimson più ricco di influenze jazz, direzione già in parte accennata nell'album precedente e qui più ampiamente sviluppata grazie al contributo strumentale di Tippett, Charig e Evans, nonché dello stesso McCulloch.
- La traccia d'apertura, Cirkus, si apre con una strofa cantata da Haskell col solo accompagnamento del piano elettrico, seguita di colpo da un "tutti" più aggressivo guidato da Fripp al Mellotron. Le strofe e il tema di Mellotron si alternano lungo tutta la canzone, la quale inoltre ospita una delle parti di chitarra acustica più virtuose mai eseguite da Fripp con i King Crimson, e un solo di sassofono di Mel Collins. Il testo di Sinfield è una sorta di racconto onirico, ambientato in un circo. La traccia culmina in una climax volutamente cacofonica che richiama anch'essa le bande circensi. Fra il 2002 e il 2004, questo brano ha fatto parte del repertorio della 21st Century Schizoid Band, gruppo formato da ex-membri dei King Crimson tra cui lo stesso Mel Collins.
- I due brani Indoor Games e Happy Family sono piuttosto simili fra loro dal punto di vista armonico e ritmico: quanto ai testi, il primo è una sorta di satira delle stravaganze della upper class, descritte da Sinfield nello stile grottesco già usato in Cat Food da In The Wake of Poseidon; il secondo parla invece dello scioglimento dei Beatles, rappresentati da Sinfield come 'Judas' (Paul), 'Rufus' (Ringo), 'Silas' (George) e 'Jonah' (John). Le due tracce sono separate soltanto dalle risate incontrollabili di Haskell, catturate su nastro mentre il bassista/cantante cercava, invano, un modo per cantare il verso «hey ho...» che chiude Indoor Games[2]. A riprova della totale asintonia fra il cantante e le scelte poetico-lessicali di Sinfield, Haskell ha successivamente affermato che trovava quelle parole effettivamente ridicole e perciò impossibili da cantare[1]. La voce del cantante è pesantemente filtrata in entrambi i brani. Nell'inciso strumentale di Happy Family, improvvisazioni di piano elettrico, trombone e flauto si succedono e a tratti si sovrappongono in una sorta di schermaglia di stampo prettamente jazz.
- Lady of the Dancing Water, brano di chiusura del primo lato, è una canzone piuttosto lineare e rilassata, guidata dalla chitarra acustica e priva di sezione ritmica, con testi e musica vagamente bucolici. Strumento solista prevalente è qui il flauto di Mel Collins, con coloriture di Evans al trombone.

Il lato B dell'album è interamente occupato da Lizard, il brano più lungo mai inciso dai King Crimson e unica vera suite della loro carriera, nell'accezione più comune al progressive rock, poiché diviso in sezioni e sotto-sezioni (negli album precedenti, alcuni titoli ne "includevano" altri senza una netta separazione o successione numerata).
Il testo ruota attorno alla figura allegorica del principe Rupert, vagamente ispirata al condottiero del '600 Rupert del Palatinato nipote di re Giacomo I Stuart, che Sinfield colloca prima, durante e dopo un'immaginaria "battaglia delle lacrime di vetro". Per quest'ultima espressione, il paroliere trasse spunto dal Brewer's, dizionario inglese di favolistica e fraseologia arcaica: bolle ottenute colando vetro fuso in acqua fredda erano infatti dette "gocce del Principe Rupert". I testi sono particolarmente ermetici e occupano soltanto due delle sette parti della suite, la cui "narrazione" complessivamente è affidata più alla musica che alle parole.
Musicalmente, il brano Lizard è una sorta di compendio di stili: pur mantenendo una sezione ritmica riconoscibile come rock, ancorché sperimentale, esso accoglie influenze che spaziano dal jazz alla musica sinfonica, passando per momenti più vicini al sound degli album precedenti.
- Nella sezione d'apertura, Prince Rupert Awakes, compare la voce solista di Jon Anderson. Il cantato lascia quindi il posto a una lunga digressione interamente strumentale intitolata Bolero - The Peacock's Tale, in cui un rullante tiene per tutto il tempo un ritmo costante di bolero (nella variante anglosassone in 4/4) sul quale si succedono, senza soluzione di continuità: un assolo di cornetta, un tema eseguito da Robin Miller all'oboe, una variazione blues/jazz sugli accordi di Prince Rupert Awakes con tromba e trombone in evidenza, un ampliamento in forma sinfonica e infine la ripresa del tema di oboe che apre verso un finale in crescendo. Due battute ricorrenti nella melodia eseguita da Miller ricordano piuttosto da vicino un analogo tema dal primo movimento della Sonata per flauto e pianoforte in Re maggiore op. 94 di Sergej Prokof'ev[3]. Va notato anche che dall'intera sezione è totalmente assente la chitarra di Fripp, il quale si limita a intervenire al Mellotron e a ricoprire per il resto un più defilato ruolo di "direttore musicale"[1].
- The Battle of Glass Tears è a sua volta divisa in tre sotto-sezioni: Dawn Song, introdotta da Robin Miller al corno inglese, è la seconda e ultima parte cantata dell'intera suite, interpretata da Haskell nel tono sommesso che caratterizza tutti i suoi interventi vocali sull'album; a seguire, Last Skirmish vede nuovamente in primo piano il tipico uso "sinfonico" del Mellotron, sia nel registro degli archi sia in quello degli ottoni, condurre l'insieme verso una sorta di lungo pedale venato di free jazz. Infine, Prince Rupert's Lament, unico vero solo di chitarra elettrica di Fripp in tutto l'album, accompagnato soltanto da basso elettrico e timpani, chiude la sezione della "battaglia delle lacrime di vetro" rappresentando in musica il corteo funebre del protagonista[1].
- La breve coda della suite, Big Top, è un bizzarro frammento strumentale a tempo di valzer che riprende l'atmosfera circense del testo di Cirkus[1] - anche nel titolo, espressione che in inglese indica appunto il "tendone da circo" - dando così all'intero album una sorta di circolarità tematica. È ancora il Mellotron a sorreggere la parte armonica, a tratti volutamente dissonante, e il brano ben presto volge al caos, ottenuto grazie alla progressiva accelerazione della riproduzione del nastro, che ne altera gradualmente la tonalità verso l'alto, mentre il volume d'insieme sfuma rapidamente. Nella più recente 40th Anniversary Edition dell'album, il missaggio curato da Steven Wilson non ha mantenuto tale accelerazione nella dissolvenza di chiusura.

## Divergenze e successivo disgregamento della formazione
Sotto molti punti di vista, Haskell e McCulloch ebbero una esperienza infelice con Lizard: Haskell in special modo - fan devoto del soul e della Motown - faticò a entrare in sintonia con il materiale proposto. A registrazioni completate, dopo soli tre giorni di prove per un possibile tour, il bassista lasciò il gruppo in modo non proprio amichevole: pretesto della rottura, l'indisponibilità di Fripp a cambiare la tonalità di brani del repertorio come 21st Century Schizoid Man, per adattarli alla sua estensione vocale.
Negli anni seguenti Haskell reclamò invano dalla E.G. Records le royalties che a suo avviso gli spettavano per Lizard in quanto membro effettivo della band e non semplice turnista (tesi peraltro suffragata dalle note di copertina sulla formazione) al contrario di quanto sostenuto da Fripp, secondo cui l'ingresso in pianta stabile di Haskell avrebbe dovuto scattare formalmente solo alla partenza del tour, cancellato proprio a causa della sua defezione. Haskell desistette dal proprio intento soltanto nel 1989, allorché divenne chiaro che la casa discografica non avrebbe mai accolto le sue richieste e che egli di contro non avrebbe mai potuto sostenere le spese di una vera e propria causa legale.
Sulla scia emotiva dell'abbandono di Haskell, anche McCulloch decise di andarsene; nell'autunno del 1972 il batterista sarebbe entrato nei Greenslade, rimanendovi fino al loro scioglimento avvenuto nel 1976.
In tale clima di asperità e incertezza sul futuro, Sinfield - non senza ironia - scelse, come comunicato stampa per promuovere il nuovo disco, l'incipit della poesia Desiderata di Max Ehrmann (molto popolare negli ambienti hippy dell'epoca), in cui lo scrittore tedesco consigliava di passare tranquilli fra la confusione e apprezzare il silenzio.
Mel Collins rimase nella band con Fripp per registrare l'album seguente Islands. Haskell venne rimpiazzato da Boz Burrell al basso e alla voce, mentre McCulloch venne sostituito da Ian Wallace. Tale formazione eseguì dal vivo anche brani tratti da Lizard, come Cirkus e Lady of the Dancing Water.

## La copertina
La copertina esterna di Lizard è un acquarello a opera dell'illustratrice inglese Gini Barris (oggi più nota con il cognome da sposata, Gini Wade), la quale si basò sui testi di Pete Sinfield, senza però aver mai prima ascoltato le musiche dell'album.
L'illustrazione consiste nelle undici lettere del nome King Crimson miniate in stile medioevale: K-i-n-g sul retro e C-r-i-m-s-o-n sul fronte. Le miniature raffigurano scene e personaggi ispirati ai testi dell'album, interpretati però dalla Barris in modo libero: sebbene infatti anche i titoli dell'album siano undici (quattro canzoni più le sette sezioni della suite Lizard), non vi è un'esatta corrispondenza fra essi ed il soggetto di ciascuna miniatura.
Le illustrazioni ispirate alla suite Lizard mostrano, fra le altre cose, il principe Rupert alle prese con un pavone (the peacock's tale) e con la Morte, e la "battaglia delle lacrime di vetro" in cui l'artista inserisce anche figure di antichi guerrieri mongoli; gli altri disegni mescolano soggetti antichi e moderni: la lettera 'i' di 'Crimson', ispirata a Happy Family, raffigura ad esempio i Beatles e Yōko Ono; la 'n' di 'Crimson' contiene l'Orsetto Rupert, personaggio dei libri per bambini e probabile associazione con l'omonimo principe di Lizard, che a bordo di un minuscolo aeroplano giallo sorvola un trio rock immaginario composto - secondo l'autrice - da Jimi Hendrix alla chitarra (prematuramente scomparso proprio a settembre di quell'anno), Ginger Baker alla batteria, e dal futuro marito della stessa Barris, Dave Wade, al flauto.
La copertina interna riporta testi e note su uno sfondo marmoreo accreditato alla Koraz Wallpapers, l'azienda per cui all'epoca lavorava il già citato fidanzato della Barris e che appunto produceva carte da parati con motivi simil-marmo.

## Tracce
Testi di Peter Sinfield, musiche di Robert Fripp.
Lato A
1. Cirkus (including Entry of the Chameleons) – 6:27
2. Indoor Games – 5:27
3. Happy Family – 4:22
4. Lady of the Dancing Water – 2:47

Durata totale: 19:03
Lato B
1. Lizard – 23:15

Durata totale: 23:15
Tracce bonus nella riedizione del 30º anniversario
1. Cat Food (single version) – 2:45 (Robert Fripp, Peter Sinfield, Ian McDonald)
2. Groon (B-Side) – 3:35 (musica: Robert Fripp)

2009 CD bonus tracks
1. Lady of the Dancing Water (alternate mix)
2. Bolero (from Frame by Frame) [5][1]
3. Cirkus (studio run-through)

## Formazione

### Gruppo
- Robert Fripp - chitarra, Mellotron (1,2,5), tastiere (2), co-produttore
- Mel Collins - flauto, sax
- Gordon Haskell - basso, voce
- Andy McCulloch - batteria
- Peter Sinfield - testi, synth VCS3 (2,3), immagini

### Altri musicisti
- Robin Miller - oboe, corno inglese
- Mark Charig - cornetta
- Nick Evans - trombone
- Keith Tippett - pianoforte
- Jon Anderson - voce su Prince Rupert Awakes